# Raphia matombe
Raphia matombe är en enhjärtbladig växtart som beskrevs av De Wild. Raphia matombe ingår i släktet Raphia och familjen Arecaceae. Inga underarter finns listade i Catalogue of Life.